# Sonja Haraldsen
Sonja Haraldsen (4 juli 1937) is koningin van Noorwegen.
Zij is de dochter van Karel August en Dagny Haraldsen en de echtgenote van koning Harald V. In maart 1968 verloofde zij zich met kroonprins Harald, die zij in 1959 had leren kennen. Aanvankelijk was er bij Haralds vader, koning Olaf V, scepsis over een huwelijk met een burgermeisje. Olaf meende dat het schade zou kunnen toebrengen aan de monarchie. Ook elders in Noorwegen leidde het huwelijk tot commotie. Het werd uiteindelijk voltrokken op 29 augustus 1968 in de Domkerk van Oslo.
Als kroonprinses legde Sonja zich vooral toe op liefdadigheid. Zo was zij enige tijd vicevoorzitter van het Noorse Rode Kruis. In 2005 was zij de eerste koningin die Antarctica bezocht.
Harald en Sonja kregen twee kinderen:
- Märtha Louise (1971)
- kroonprins Haakon (1973)

- Bibsys: 90669976
- Bibliothèque nationale de France: cb16904911n (data)
- Gemeinsame Normdatei: 120668424
- International Standard Name Identifier: 0000 0000 1215 6804
- KulturNav: ca716c1d-1a48-437b-95ff-3e03aed7c68c
- Library of Congress Control Number: n94037001
- MusicBrainz: 81de4350-fa18-4f5d-aa94-80c7d607853c
- Istituto Centrale per il Catalogo Unico: IEIV146271
- Système universitaire de documentation: 250167662
- Virtual International Authority File: 50062730
- WorldCat: E39PBJpyqktkdhxcGHgQFDX68C